# The Purple Lady
The Purple Lady è un film muto del 1916 diretto da George A. Lessey (George Lessey). La sceneggiatura si basa su un lavoro teatrale adattato da Sydney Rosenfeld da una farsa tedesca. La commedia andò in scena a New York il 3 aprile 1899.

## Produzione
Il film fu prodotto dalla Rolfe Photoplays.

## Distribuzione
Distribuito dalla Metro Pictures Corporation, uscì nelle sale cinematografiche USA il 26 giugno 1916,